# Wielki Kack
Wielki Kack (kaszb. Wiôldżi Kack, niem. Groß Katz) – wysunięta najbardziej na południe dzielnica Gdyni, granicząca z dzielnicami Karwiny, Dąbrowa (obie od północy), Mały Kack (od wschodu), od wschodu z miastem Sopot, od zachodu z gminą Żukowo, a od południa z Gdańskiem.
Dawna wieś biskupstwa włocławskiego w województwie pomorskim w II połowie XVI wieku.

## Historia i zabytki
Wielki Kack założony został w średniowieczu nad rzeką Kaczą (obszar wzmiankowany po raz pierwszy w 1236 roku: in flumine Cacza), od której wziął nazwę (obecnie ten odcinek rzeki nosi nazwę potok Źródło Marii). Pierwsza wzmianka o osadnictwie na terenie Wielkiego Kacka pochodzi z 1277 roku z dokumentu wystawionego przez księcia Mściwoja II, który podarował wieś Katzco biskupom włocławskim. Ówczesna zabudowa skupiała się wzdłuż obecnego potoku Źródło Marii i wzdłuż obecnej ulicy Źródło Marii. W 1282 roku istniała tu już parafia. Od 1301 roku Wielki Kack stanowił jeden klucz z Chwaszczynem, zwany kluczem kackim i do 1773 roku pozostawał dobrem biskupim. 
Po I rozbiorze Polski ziemię przejęło państwo pruskie, a następnie prowadzono uwłaszczenie chłopów trwające do 1865 roku. W 1894 roku na miejscu starej świątyni został wybudowany kościół św. Wawrzyńca, który zachował się do dziś. 
Na początku lat 20. XX wieku powstała tu linia kolejowa łącząca Gdynię z Kokoszkami. W 1930 roku oddano do dziś istniejący odcinek magistrali węglowej ze Śląska do Gdyni. Magistrala węglowa była najnowocześniejszą linią kolejową w Europie. W związku z budową kolei osuszono jezioro położone obok trasy kolejowej, zwane Morzem Kackim. 
Uchwałą Rady Ministrów z dnia 22 sierpnia 1953 roku wieś Wielki Kack została kolejną dzielnicą Gdyni. W 1987 roku nastąpiła secesja Karwin i Dąbrowy z Wielkiego Kacka.

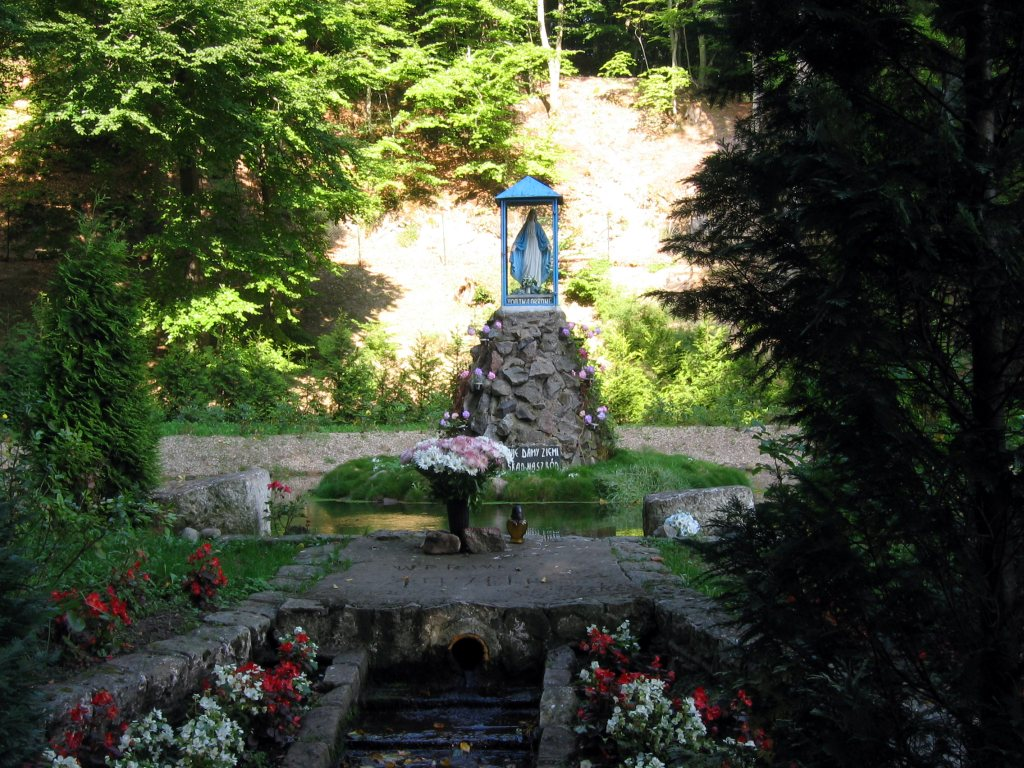
Kapliczka Źródło Marii znajdująca się na Wielkim Kacku

W Wielkim Kacku można podziwiać budynki pochodzące z wcześniejszych wieków, o charakterze świeckim, jak np. stare domy mieszkalne czy karczma. Oprócz wymienionych zabytków, na terenie Wielkiego Kacku, nieopodal linii kolejowej Gdynia – Kościerzyna znajduje się kapliczka nazwana Źródło Marii, z której wybija potok o tej samej nazwie.

## Części Wielkiego Kacka
Najstarsza część Wielkiego Kacka, o charakterze wiejskim, znajduje się w okolicy torów kolejowych oraz potoku Źródło Marii. Zabudowę stanowią domki jednorodzinne i liczne gospodarstwa.
Część dzielnicy zbudowana po przyłączeniu Wielkiego Kacka do Gdyni (1953) położona jest na skarpie i znajdują się tam głównie bloki mieszkalne.
Za obwodnicą trójmiejską i częścią Lasów Oliwskich, patrząc od strony centrum dzielnicy, położona jest jej trzecia część – Kacze Buki. Znajdują się tam nowe osiedla mieszkaniowe: Zielona Laguna, Porto Verde oraz Mieszkanie Plus, stadnina koni, a także częściowo pola i gospodarstwa. Na terenie byłego zakładu przemysłowego Polifarb, siedziby ma ponad 20 firm. Na Kaczych Bukach mieści się też główna zajezdnia autobusowa w Gdyni.
Administracyjnie do Wielkiego Kacka należy też Wysoka składająca się z trzech ulic położonych w otoczeniu gdańskiej dzielnicy Osowa, położonych pomiędzy ul. Kielnieńską (należącą do Gdańska), Centrum Handlowym Osowa a pętlą autobusową linii ZTM Gdańsk nr 179; częścią Wielkiego Kacka są też osady leśne: Gołębiewo, leżące przy granicy z Sopotem, oraz Tasza.

## Kultura
Ważnym kulturalnym obiektem dzielnicy jest kawiarenka Przystań. Działa tu między innymi Zrzeszenie Kaszubsko-Pomorskie w Gdyni – Klub Wielki Kack.
W kościele parafii św. Wawrzyńca prowadzone są nabożeństwa w języku kaszubskim; liturgia odbywa się w kościele parafii św. Wawrzyńca w każdą drugą niedzielę miesiąca, nabożeństwa drogi krzyżowej w jęz. kaszubskim odbywają się w każdy wtorek Wielkiego Postu, o godz. 18.30, nabożeństwa różańcowe w każdy wtorek października, a także nabożeństwa majowe przy kapliczce Źródło Marii w każdy wtorek maja. Tradycje i rodzimą kulturę podtrzymują liczne festyny odbywające się w dzielnicy:
- 3 maja – Festyn przy Źródle Marii
- 23 czerwca – Noc Świętojańska na Kaczych Bukach
- 10 sierpnia – odpust parafialny św. Wawrzyńca
- 15 sierpnia – Festyn przy Źródle Marii

## Harcerstwo

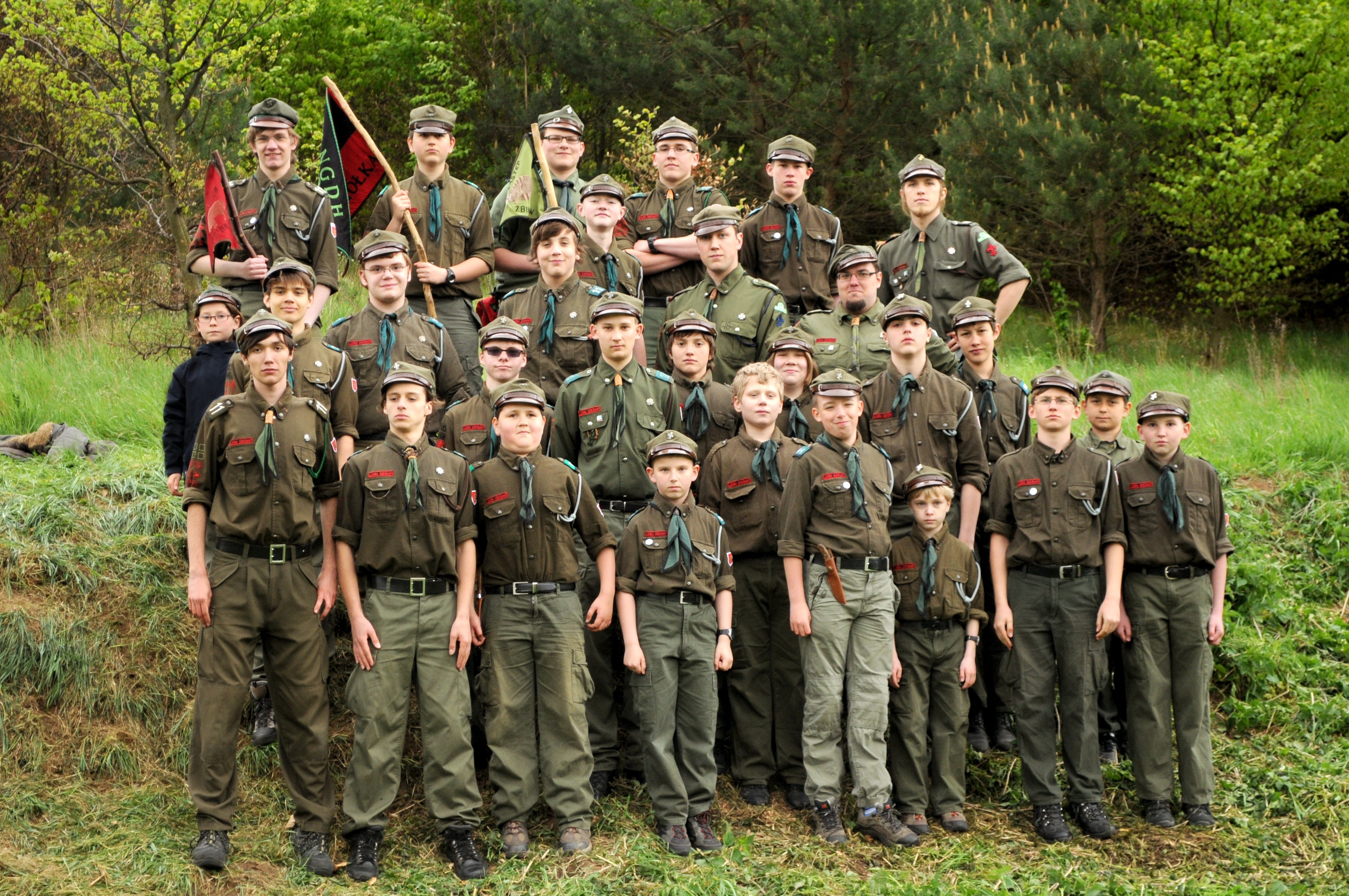
11 NGDH „Sherwood” podczas cotygodniowej zbiórki. Gdynia, 2012.

Wielki Kack jest ośrodkiem działalności Niezależnego Kręgu Instruktorów Harcerskich „Leśna Szkółka” – na jego terenie mieści się siedziba organizacji i działa 7 jednostek harcerskich. Niektóre z nich, np. 20 NGDH „Alhambra” i 50 NGDH „Wrzosiwo”, oficjalnie prowadzą działalność przy Zespole Szkół nr 13 lub Zespole Szkół nr 10 na Karwinach. 25 NGDH „Ogniwo” oraz 11 NGDH „Sherwood” mają zbiórki przy Szkole Podstawowej nr 20 w Gdyni.
Nieprzerwanie od 1999 roku, przy SP nr 20, działa 11 NGDH „Sherwood”. Zastępy starsze drużyny od kilku lat przeprowadzają z powodzeniem tzw. „Akcję Wiosenną” – zbiórkę makulatury, a ostatnio także akcję krwiodawstwa, wśród społeczności Wielkiego Kacka. Dotychczas udało się w ten sposób zebrać ponad 8 t makulatury, a także ponad 35,5 litra krwi.